# Edy Poppy
Edy Poppy (* 27. April 1975 als Ragnhild Moe in Bø, Norwegen) ist eine norwegische Schriftstellerin, Künstlerin, Schauspielerin und ein ehemaliges Model. Internationale Bekanntheit erlangte sie durch ihren Debütroman Anatomi. Monotoni, der 2005 im Gyldendal Norsk Forlag erschien und in mehrere Sprachen übersetzt wurde.

## Leben

### Frühes Leben
Edy Poppy wurde am 27. April 1975 als Ragnhild Moe in der Kleinstadt Bø in der Provinz Telemark geboren. Sie wuchs auf der Farm ihrer Eltern auf, bis sie schließlich 1992 mit 17 Jahren nach Montpellier zog und dort ein Internat besuchte. In Frankreich traf sie auch ihren ersten Ehemann Cyril Albert-Gondrand. 1994 kehrte das Paar wieder nach Bø zurück, wo sie auf der Farm ihrer Eltern lebten und Moe sich ihrer Karriere als Schriftstellerin widmete. Nach einer Affäre ihres Mannes beschloss das Paar, eine offene Beziehung zu führen. Nach dem Aufenthalt in ihrer Heimat Norwegen reiste das Paar zurück nach Montpellier und später nach London. Während ihres Aufenthaltes in London arbeitete Moe in verschiedenen Kunstgalerien und als Model. Moe schrieb dennoch weiter an ihrem Roman. Nach sieben Jahren in London zog Moe 2004 mit ihrem Ehemann von London nach Berlin. Nach 16 Jahren Ehe trennte sich das Paar. Es folgten weitere Auslandsaufenthalte von Moe in den USA, Großbritannien, Italien, Spanien, Island, Frankreich und Argentinien.

### Schriftstellerische Tätigkeit
Die Autorin verwendet für ihre Veröffentlichungen das Pseudonym Edy Poppy, welches sich aus dem Vornamen des amerikanischen Models und der Schauspielerin Edie Sedgwick und der englischen Bezeichnung der Mohnblume zusammensetzt. Für Poppy ist ihr Geburtsname Ragnhild Moe mit den Vorstellungen ihrer Eltern verbunden, die sich für ihre Tochter ein Leben auf dem Familienhof in der Telemark vorstellten. Ihr Pseudonym soll allerdings ihren eigenen Traum repräsentieren.
2005 erschien ihr Debütroman unter dem Titel Anatomi. Monotoni beim norwegischen Verlag Gyldendal. Der Roman begann als eine Kurzgeschichte, da Poppy an ihrer Geduld, einen kompletten Roman zu verfassen, zweifelte. Bestärkt durch ihren Ehemann Cyril Albert-Gondrand wurde aus der Kurzgeschichte ein Roman, welcher zu Beginn den Namen Speculations About What Once Was, But That I Can Now Only Remember trug. Poppy arbeitete zwei Jahre an ihrem Werk und schickte es an zahlreiche Verlagshäuser, von welchen ihr nahegelegt wurde, den Roman noch einmal zu überarbeiten. Zwei Jahre später schickte sie den Roman erneut ein und bekam dasselbe Feedback. Nach diesem Rückschlag arbeitete Poppy jedoch weiter an ihrem ersten Werk, bis ihre Mutter eine Zeitungsanzeige fand, in der der Verlag Gyldendal nach einem neuen Liebesroman suchte. Daraufhin schickte Poppy ihren Roman ein, welcher 2004 von Gyldendal zur besten Liebesgeschichte des Jahres gekürt und schließlich 2005 veröffentlicht wurde. In ihrem autofiktionalen Roman behandelt Poppy die Liebe und Eifersucht zwischen der Norwegerin Vår und dem Franzosen Lou, die eine offene Ehe führen. Im Laufe ihres Werkes erkundet die Autorin, was es bedeutet, in einer offenen Beziehung zu leben, welche Schwierigkeiten damit verbunden sind und was Treue in so einer Beziehung bedeutet.
Der Erfolg des Werks führte dazu, dass der Roman ins Englische, Deutsche, Italienische, Finnische und Polnische übersetzt wurde. 2007 erschien die deutsche Übersetzung von Anatomi. Monotoni unter dem Titel Die Hände des Cellisten beim Verlag Goldmann. Jedoch änderte der Verlag nicht nur den Titel des Romans, sondern auch das Titelbild. Für das norwegische Cover wurde eine Schwarzweißfotografie gewählt, die von Poppys erstem Ehemann aufgenommen wurde. Die Fotografie zeigt eine nackte Edy Poppy selbst, die verdreht auf einer Treppe liegt. Der deutsche Verlag wählte die nackte Brust einer Frau, an welcher nasse Haare kleben. Zudem entschied sich der Goldmann Verlag statt dem Pseudonym der Autorin, ihren Geburtsnamen und den Titelzusatz Erotischer Roman hinzuzufügen. Die Autorin zeigte sich von dieser Gestaltung entsetzt. Im Zuge dessen rief Poppy zu einer Gegenbewegung auf und bat internationale Künstler und Künstlerinnen, das deutsche Titelbild herunterzureißen und neu zu gestalten. Aus dieser Bewegung wurde eine Ausstellung mit den Namen Don’t Judge a Book by its Cover!, die in Oslo und Berlin gezeigt wurde. 2018 wurde die englische Übersetzung von May-Brit Akerholt von der Zeitschrift World Literature Today als eine der 75 bemerkenswertesten Übersetzungen aus dem Jahr 2018 nominiert.
Neben ihrem Debütroman veröffentlichte Edy Poppy einige Novellen und einen weiteren Roman. Zur Novellensammlung Rosa Prosa, die 2006 im Gyldendal Verlag erschien, trug Edy Poppy eine Novelle mit dem Namen Å være alene er ikke det samme som å være ensom bei. Die Novellensammlung thematisiert Frauen und deren Lustempfinden. 2009 veröffentlichte Ole John Andal einen Fotoband namens Juvenilia mit Bildern, die Jugendliche aufgenommen hatten und diese daraufhin im Internet veröffentlichten. Poppy schrieb für diesen Band den Text The Village Girl. 2009 arbeitete Poppy gemeinsam mit den Autorinnen Veronika Bökelmann, Kate Pendry, Shiva Falahi und Narve Hovdenakk an einem Text für das Theaterstück Det blinde teater, das im Rahmen des Samtidsfestivalen noch im selben Jahr im Nationaltheater von Oslo aufgeführt wurde. 2011 erschien die Kurzgeschichtensammlung Sammen.Brudd erneut beim Gyldendal Verlag. Die Kurzgeschichten handeln von Menschen am Rande ihres Lebens, Einsamkeit, Beziehungen, Verzweiflung und Liebe. Die Sammlung wird ins Englische übersetzt und soll bei Dalkey Archives Press, die auch die englische Übersetzung ihres ersten Romans veröffentlichten, erscheinen. Die Kurzgeschichte Dungeness, die zu Beginn der Kurzgeschichtensammlung Sammen.Brudd. steht, wurde von Dalkey Archives Press zur Anthologie Best European Fiction 2015 hinzugefügt. Im Jahr 2015 schrieb Poppy eine weitere Novelle namens Utslettesarbeidet für den Sammelband Det kom et brev von Levi Henriksen. 2016 arbeitete Poppy mit ihrem Ex-Mann Cyril Albert-Gondrad, bekannt unter dem Pseudonym Tam Cy-Albert, zusammen. Aus dieser Zusammenarbeit entstand das Werk Farvel eventyrland.

### Performance Duo Blaue & Poppy
Mit ihrem zweiten Ehemann Julian Blaue gründete Poppy das Performance Duo Blaue & Poppy. 2015 wurde das Paar am Weihnachtsabend mit ihrem gemeinsamen Sohn in Rio de Janeiro von zwei Männern überfallen. Nach diesem Ereignis beschäftigte sich das Paar mit der Schuldfrage des Vorfalles. Statt den Tätern die Schuld zu geben, die nur aufgrund ihrer sozialen Stellung so handelten, suchte das Paar Beweise gegen sich selbst. Sie beschlossen in den nächsten drei Jahren immer wieder nach Rio de Janeiro zu reisen. Der Vorfall veranlasste die beiden Künstler das Projekt The Personal Encounter with World Politics zu starten. In diesem Projekt thematisierten Blaue & Poppy Diskriminierung, Gleichberechtigung, Privilegierung und die Ausbeutung der unteren Schichten. Dafür erwarb das Duo einen alten Feuerwehrwagen mit großen Glasscheiben, durch welche die Öffentlichkeit am Leben der Familie teilhaben konnte. Das Projekt startete am 9. Mai 2018 vor dem Sørlandet Kunstmuseum. In weiterer Folge fuhren die beiden mit ihrem Feuerwehrwagen von Norwegen über das europäische Festland bis nach Rio de Janeiro.
Poppy lebt mit ihrem Mann und ihren drei Kindern in Oslo und Kristiansand, wo sie an ihrem neuen Roman und weiteren Theaterstücken arbeitet.

## Werke
- Edy Poppy: Anatomi. Monotoni. Gyldendal, Oslo 2005, ISBN 978-8-20-534982-7
  - Edy Poppy: Die Hände des Cellisten. Goldmann, München 2007. Aus dem Norweg. von Günther Frauenlob und Maike Dörries, ISBN 978-1-62-897229-0
  - Edy Poppy: Anatomy. Monotony. Vie di fuga dall'amore, Bompiani, Milano 2007. Aus dem Norweg. von Margherita Podestà Heir, ISBN 978-8-84-525836-7
  - Edy Poppy: Anatomia. Monotonia. Otava, Helsingissä 2007. Aus dem Norweg. von Sanna Manninen, ISBN 978-9-51-121032-0
  - Edy Poppy: Anatomia. Monotonia. Wydawn W.A.B., Warszawa 2011. Aus dem Norweg. von Karolina Breś, ISBN 978-8-37-747525-6
  - Edy Poppy: Anatomy. Monotony. Dalkey Archive Press, Victoria, TX 2018. Aus dem Norweg. von May-Brit Akerholt, ISBN 978-1-62-897229-0

- Edy Poppy: Å være alene er ikke det samme som å være ensom. In: Idda Rogga, Tonje Tornes (Hrsg.): Rosa Prosa - om jenter og kåthet. Gyldendal, Oslo 2006, ISBN 978-8-20-535357-2
- Edy Poppy: The Village Girl. In: Ole John Aandal (Hrsg.): Juvenilia. Teknisk Industri, Oslo 2009, ISBN 978-8-29-978942-4
- Edy Poppy: Sammen. Brudd. Gyldendal, Oslo 2011, ISBN 978-8-20-541039-8
- Edy Poppy: Dungeness. In: Enrique Vila Matas (Hrsg.): Best European Fiction 2015. Dalkey Archive Press, Champaign, Ill. 2014, ISBN 978-1-56-478967-9
- Edy Poppy: Utslettesarbeidet. In: Levi Henriksen (Hrsg.) u. a.: Det kom et brev. LIV, Larvik 2015, ISBN 978-8-29-318480-5

- Tam Cy Albert, Edy Poppy: Farvel eventyrland. Bokvennen, Oslo 2016, ISBN 978-8-27-488544-8

## Film, Fernsehen, Theater und Performances

### Film und Fernsehen
- 2002: Store Studio (Fernsehserie) als Edy Poppy (Staffel 4, Folge 6)
- 2014: Girl (Kurzfilm, Regie und Drehbuch: Andrea Sand Gustavson) als Tangotänzerin Nr. 1

### Theater und Performances
- 2009: Det blinde teater (Theaterstück, Künstlerische Leitung: Ståle Stenslie)
- 2018: The Personal Encounter with World Politics (Performance) gemeinsam mit Julian Blaue als Duo Blaue & Poppy